# Municipio de Slippery Rock (condado de Butler)
El municipio de Slippery Rock (en inglés: Slippery Rock Township) es un municipio ubicado en el condado de Butler en el estado estadounidense de Pensilvania. En el año 2000 tenía una población de 5.251 habitantes y una densidad poblacional de 78.4 personas por km².

## Geografía
El municipio de Slippery Rock se encuentra ubicado en las coordenadas 41°03′46″N 80°01′48″O / 41.06278, -80.03000.

## Demografía
Según la Oficina del Censo en 2000 los ingresos medios por hogar en la localidad eran de $31,223 y los ingresos medios por familia eran $46,136. Los hombres tenían unos ingresos medios de $40,095 frente a los $23,281 para las mujeres. La renta per cápita para la localidad era de $11,129. Alrededor del 29,4% de la población estaban por debajo del umbral de pobreza.